# متحف سبت العلايا
متحف سبت العلايا أحد متاحف منطقة عسير في مدينة سبت العلاية، أسسه علي محمد عبد الله القرني، يقع المتحف في محافظة بلقرن شمال منطقة عسير.

## محتويات المتحف
المتحف هو عبارة عن قاعة كبيرة مجزئة إلى عدة أجنحة تحتوى على حوالي 600 قطعة تراثية، وقد تم عرض محتويات المتحف إما بالتعليق على الجدران أو من خلال عرضها على الأرفف. تشمل القطع التراثية أدوات وأواني الطهي والطعام وكذلك أواني الري وأدوات القهوة والمباخر والرحى لطحن وجرش الحبوب كما تشمل أيضا أدوات الزراعة والحراثة وأدوات النجارة و بعض الكتب التعليمية والثقافية وبعض الاتفاقيات والمعاهدات القديمة، وتشمل أيضاً بعض الملابس الرجالية والنسائية وبعض الحلي وأدوات التجميل الخاصة بالنساء.